# جيمس دافنبورت
جيمس دافنبورت هو محامي وقاضي وسياسي أمريكي، ولد في 12 أكتوبر 1758 في ستامفورد في الولايات المتحدة، وتوفي بنفس المكان في 3 أغسطس 1797. نشط حزبياً في الحزب الفيدرالي الأمريكي. وقد انتخب عضو مجلس نواب كونيتيكت ‏ وانتخب عضو مجلس النواب الأمريكي ‏.